# Liste der denkmalgeschützten Objekte in Jaidhof
Die Liste der denkmalgeschützten Objekte in Jaidhof enthält die 11 denkmalgeschützten, unbeweglichen Objekte der Gemeinde Jaidhof im niederösterreichischen Bezirk Krems-Land.

## Denkmäler
| Foto |                 | Denkmal                                                              | Standort                                                | Beschreibung | Metadaten |
| ---- | --------------- | -------------------------------------------------------------------- | ------------------------------------------------------- | --- | --- |
| ja   | Datei hochladen | Florianikapelle HERIS-ID: 76834 Objekt-ID: 90431                     | Standort KG: Eisenbergeramt                             | Die 1843 errichtete Florianikapelle ist ein frei stehender Saalbau mit Halbkreisapsis, vorgestelltem Westturm und umlaufendem Dachgesims. Im Osten ist das Dach abgewalmt. Der Bau ist durch Segmentbogenfenster und an der Ostseite durch ein Kreisfenster geöffnet. Der dreigeschoßige Turm hat ein Rechteckportal, darüber eine Rundbogennische, an allen Seiten korbbogige Schallfenster und einen Spitzzwiebelhelm. Der Innenraum ist durch eine Tonne mit Stichkappen gewölbt. Ein leicht eingezogener Scheidbogen führt zur halbkreisförmigen Apsis. Der Altar, von Franz Mayerhofer um 1834 angefertigt, zeigt zwischen zwei adorierenden Engeln ein Bild des hl. Florian. In Rundbogennischen stehen Bilder der Marienkrönung und von Heiligen sowie eine Pietà und weibliche Heilige. Zur weiteren Ausstattung zählen Kreuzwegbilder aus der Bauzeit, Heiligenbilder des 19./20. Jahrhunderts sowie der Fußboden, die Kirchenstühle und Leuchter des 19. (?) Jahrhunderts. | BDA-Hist.: Q38146399 Status: § 2a Stand der BDA-Liste: 2025-06-30 Name: Florianikapelle GstNr.: .74/2                                                 |
| ja   | Datei hochladen | Dreifaltigkeitskapelle HERIS-ID: 59169 Objekt-ID: 70194              | Eisenbergeramt 112, südlich Standort KG: Eisenbergeramt | Die im ersten Drittel des 19. Jahrhunderts errichtete Dreifaltigkeitskapelle ist ein schlichter Bau mit Halbkreisapsis und einem vorgestellten dreigeschoßigen Westturm. Sie hat Segmentbogenfenster, am Turm Eckpilaster und über dem Portal in einer Nische eine Tafel mit einer verwitterten Malerei, auf der die hl. Dreifaltigkeit dargestellt ist. Der Innenraum ist durch eine Stichkappentonne gewölbt. Die Einrichtung stammt aus der Zeit um 1900. Der Altar ist in neobarocken Formen ausgeführt. | BDA-Hist.: Q38086172 Status: § 2a Stand der BDA-Liste: 2025-06-30 Name: Dreifaltigkeitskapelle GstNr.: .92                                            |
| ja   | Datei hochladen | Ortskapelle Hl. Familie HERIS-ID: 76835 Objekt-ID: 90432             | Eisengraben 40, neben Standort KG: Eisengraben          | Die Ortskapelle Hl. Familie ist ein schlichter Rechteckbau des 18. Jahrhunderts, mit Dachreiter und flachbogiger Apsis. Im Innenraum ist ein Kreuzgratgewölbe mit barockisierender Architekturmalerei aus dem späten 19. Jahrhundert zu sehen. Das um 1880 angefertigte Altärchen hat Säulen und einen gesprengten Volutengiebel. Am Altarblatt ist die Heilige Familie abgebildet, seitlich davon stehen die Figuren Herz Mariae und Herz Jesu. Auf einem Bild aus der zweiten Hälfte des 18. Jahrhunderts ist Maria mit Kind dargestellt. | BDA-Hist.: Q38146423 Status: § 2a Stand der BDA-Liste: 2025-06-30 Name: Ortskapelle Hl. Familie GstNr.: .3                                            |
| ja   | Datei hochladen | Schloss Jaidhof HERIS-ID: 59168 Objekt-ID: 70193                     | Jaidhof 1 Standort KG: Jaidhof                          | Schloss Jaidhof ist eine klassizistische, außen dreigeschoßige und hofseitig zweigeschoßige Ehrenhofanlage mit einem Baukern aus der zweiten Hälfte des 17. Jahrhunderts. Die Fassade ist durch Lisenen und Fensterfaschen aus der Zeit um 1800 gegliedert. Auf den Satteldächern sind Schleppgaupen und zahlreiche Schornsteine zu sehen. Der Haupttrakt hat an der Außenseite und an der Hofseite je einen Dreieckgiebel über dem Mittelrisalit sowie vorgestellte neoklassizistische Pfeileraltane mit Balustraden, die zum Teil verglast und zum Teil als Pfeilerhalle geöffnet sind. Darüber erhebt sich ein dreifach gestufter Turmaufsatz mit einem kleinen Zwiebelhelm. Über das Gebiet östlich des Schlosses erstreckt sich ein ausgedehnter englischer Garten mit Teichen und den Resten eines Pavillons. | BDA-Hist.: Q38086162 Status: Bescheid Stand der BDA-Liste: 2025-06-30 Name: Schloss Jaidhof GstNr.: .1, .2, 3, 21/1, 21/2, 21/3, 21/4 Schloss Jaidhof |
| ja   | Datei hochladen | Wohnhaus, Neues Beamtenhaus HERIS-ID: 76812 Objekt-ID: 90407         | Jaidhof 5 Standort KG: Jaidhof                          | Das sogenannte neue Beamtenhaus ist ein zweigeschoßiger, ausgedehnter, vielgliedriger mit einem vielteilig verschnittenen monumentalen Dach. Das Haus ist mit 1912 bezeichnet. | BDA-Hist.: Q38146228 Status: Bescheid Stand der BDA-Liste: 2025-06-30 Name: Wohnhaus, Neues Beamtenhaus GstNr.: 118/4                                 |
| ja   | Datei hochladen | Wohnhaus, Forst- und Güterdirektion HERIS-ID: 76816 Objekt-ID: 90412 | Jaidhof 29 Standort KG: Jaidhof                         | Das Wohnhaus Jaidhof 29 ist bezeichnet mit „Güterdirektion der Herrschaft Gföhl 1902“. Der zweigeschoßige Bau hat über dem breiten, sichten Mittelrisalit zwei hochgezogene Segmentbogengiebel vor einem hohen Walmdach. Seitlich ist ein Steinwappen des 18. Jahrhunderts von Georg Ludovicus Sinzendorf in Thanhausen eingemauert. Auf einem mit 1726 und 1773 bezeichneten Leinwandbild ist eine Darstellung des Schlosses Dross zu sehen. Westlich vom Haus befinden sich zwei Wirtschaftsgebäude. Eines davon ist eine Ruine. | BDA-Hist.: Q38146301 Status: Bescheid Stand der BDA-Liste: 2025-06-30 Name: Wohnhaus, Forst- und Güterdirektion GstNr.: .19                           |
| ja   | Datei hochladen | Wirtschaftsgebäude, Kutscherhaus HERIS-ID: 76819 Objekt-ID: 90415    | Jaidhof 31 Standort KG: Jaidhof                         | Das eingeschoßige Haus hat einen zweigeschoßigen Mittelbau und ist durch ein Walmdach gedeckt. | BDA-Hist.: Q38146351 Status: Bescheid Stand der BDA-Liste: 2025-06-30 Name: Wirtschaftsgebäude, Kutscherhaus GstNr.: 118/1                            |
| ja   | Datei hochladen | Wohnhaus, ehem. Reitschule HERIS-ID: 76813 Objekt-ID: 90408          | Jaidhof 32 Standort KG: Jaidhof                         | Der zweigeschoßige Bau ist durch ein Mansardenwalmdach gedeckt. Es hat gebänderte, strebepfeilerartige Wandvorlagen und einen Treppenturm. | BDA-Hist.: Q38146252 Status: Bescheid Stand der BDA-Liste: 2025-06-30 Name: Wohnhaus, ehem. Reitschule GstNr.: .54 Jaidhof Reitschule                 |
| ja   | Datei hochladen | Drescherhütten HERIS-ID: 34142 Objekt-ID: 32105                      | Jaidhof 33, 36, 37, 38 Standort KG: Jaidhof             | Die sogenannten Drescherhütten sind eine Arbeitersiedlung nördlich von Jaidhof, die um 1912 regelmäßig um einen Mittelbau angelegt wurden. Die eingeschoßigen, zum Teil in Fachwerkbauweise ausgeführten Wohnhäuser haben Schopfwalmdächer, Risalite mit Zwerchdächern und Rieselputzfassaden. | BDA-Hist.: Q37956482 Status: Bescheid Stand der BDA-Liste: 2025-06-30 Name: Drescherhütten GstNr.: .3, .4, .5, .7, .8, .9, .10, .12, .13/1            |
| ja   | Datei hochladen | Schloss Jaidhof, Gartenbaudenkmale HERIS-ID: 76817 Objekt-ID: 90413  | Jaidhof 39, in der Nähe Standort KG: Jaidhof            | Beim Schloss befindet sich ein ausgedehnter englischer Garten mit Teichen. Nördlich in der Achse des Ostflügels sind Reste eines Gartenpavillons mit einer Pfeilerlaube aus dem späten 19. Jahrhundert zu sehen. Östlich befindet sich unterhalb des Schlosses, möglicherweise auf dem ehemaligen Parterre, ein geschweiftes Brunnenbecken aus dem späten 18. Jahrhundert. Eine Steinvase und die Vasenpostamente und Steinstatuen eines Puttenpaares bzw. einer Flora stammen vom Ende des 19. Jahrhunderts. Anmerkung: Koordinaten grundstücksgenau aber nicht auf der Ostseite des Schlosses | BDA-Hist.: Q38146328 Status: Bescheid Stand der BDA-Liste: 2025-06-30 Name: Schloss Jaidhof, Gartenbaudenkmale GstNr.: 118/1, 118/3                   |
| ja   | Datei hochladen | Forstamtsgebäude HERIS-ID: 34143 Objekt-ID: 32106                    | Schiltingeramt 25 Standort KG: Schiltingeramt           | Das ehemalige Forsthaus ist ein zweigeschoßiger Bau mit Schopfwalmdach und Eckquaderung, vermutlich aus dem 17. Jahrhundert, mit erneuerten Teilen. An das Haus schließen Wirtschaftsgebäude an. | BDA-Hist.: Q37956498 Status: Bescheid Stand der BDA-Liste: 2025-06-30 Name: Forstamtsgebäude GstNr.: 777                                              |